# Kadaňsko

Anonymní reklamní leták zvoucí turisty na Kadaňsko (1968)

Kadaňsko (německy Kaadner Land) je historická a kulturní oblast na rozhraní Karlovarského a Ústeckého kraje, jejímž centrem je někdejší královské město Kadaň. Historické Kadaňsko zahrnuje kromě okolí Kadaně (Kadaň, Radonice, Vilémov) i velkou část Krušnohoří (Vejprtsko, Přísečnicko), Poohří (Stráž, Perštejn, Klášterec nad Ohří) a Doupovských vrchů. V kadaňském regionálním kroji, po poválečném vysídlení původních obyvatel již na Kadaňsku neužívaném, se podobně jako na Žatecku projevovala zejména výrazná zelená, černá a červená barva. Velmi specifický fenomén představují pověsti z Kadaňska, které roku 1928 souborně vydal Viktor Karell. O tradice, památky a přírodu Kadaňska pečuje v současnosti několik občanských sdružení nebo společností, například památku zaniklých obcí Kadaňska pravidelně připomíná Klub přátel města Kadaně. Regionálním dějinám Kadaňska se soustavně věnuje časopis Památky, příroda, život. Vlastivědný čtvrtletník Chomutovska a Kadaňska,, v Německu je to pak časopis Kaadner Heimatbrief. Region láká turisty z Česka i zahraničí na velké množství kulturních památek a přírodních zajímavostí. Certifikovaným regionálním produktem z této oblasti je například Kadaňské víno.

## Historie

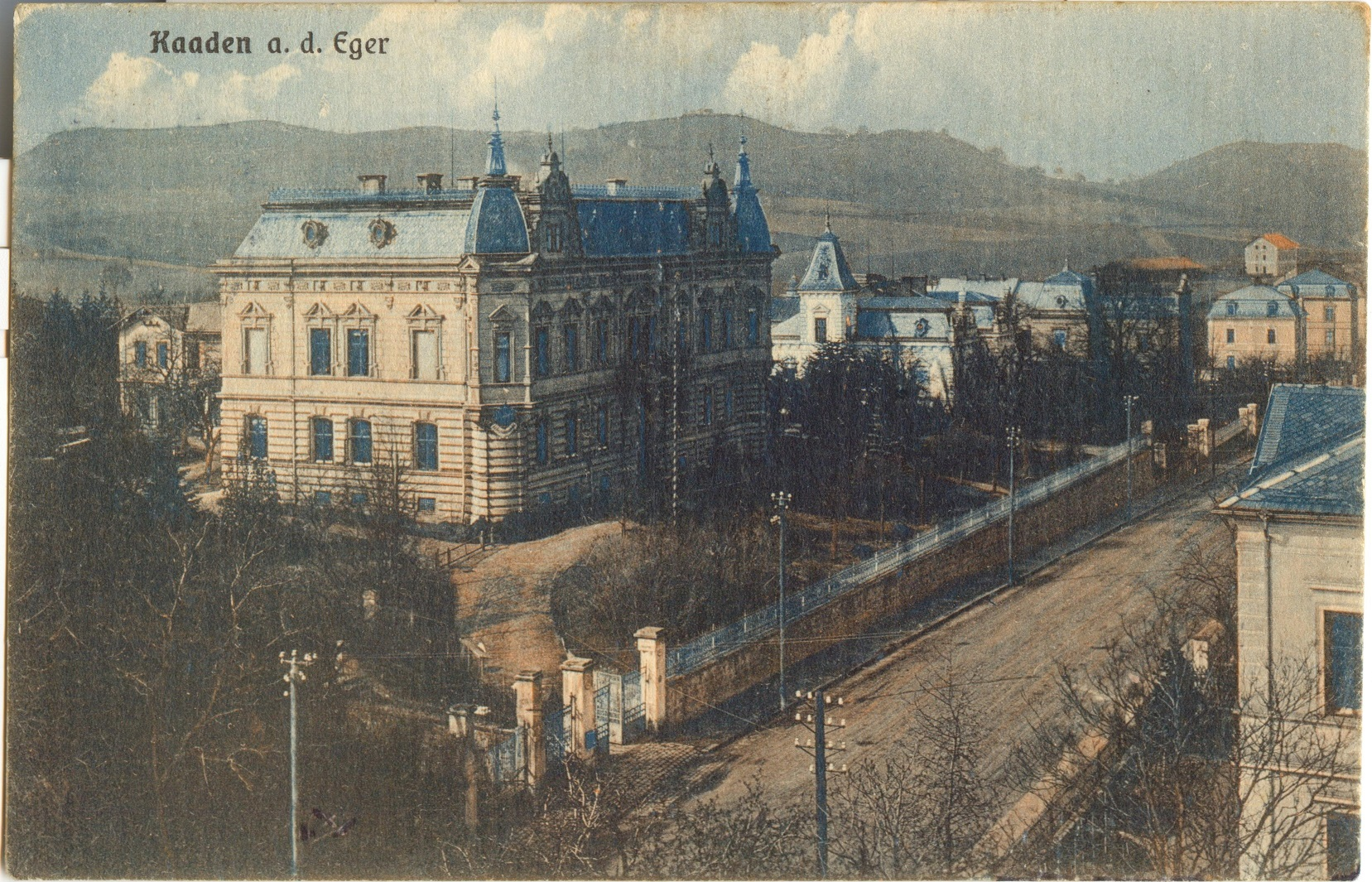
Historická budova okresního hejtmanství v Kadani (třída Kpt. Jaroše, čp. 612) z roku 1889, sídlo kadaňské regionální správy až do roku 1960

Už koncem 13. století je zmiňován kadaňský děkanát jako jednotka církevní správy, od roku 1277 byl Kadaňský hrad sídlem královského purkrabího, spravujícího Žatecký kraj, resp. Kadaňskou župu ("suppa Cadanensis"). Jako districtus Cadanensis, Kaadner Kreis nebo "kraj Kadaňský" je poté oblast Kadaňska označována od 14. století a tato označení byla užívána až do založení okresu Kadaň v polovině 19. století..

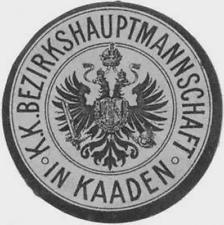
Úřední razítko okresního hejtmanství v Kadani (19. století)

V letech 1850 až 1960 existoval jakožto územně-správní jednotka okres Kadaň. Vznikl 1. srpna 1850, přičemž prvním okresním hejtmanem se stal Josef Poul. Kadaňsko se dále členilo na tři soudní okresy, a sice Kadaň, Doupov a Přísečnice. K roku 1854 měla celá oblast 47 537 obyvatel a 131 samosprávných obcí. V roce 1902 bylo z okresu vyčleněno Přísečnicko a byl zřízen samostatný okres Přísečnice se soudními okresy Přísečnice a Vejprty. Okresy Kadaň a Přísečnice však byly i nadále chápány jakožto jedna specifická oblast – Kadaňsko čili Kaadner Land. V době tzv. Říšské župy Sudety byly roku 1943 oba okresy znovu sloučeny a vznikl Landkreis Kaaden. V roce 1945 byly opět ustaveny dva okresy se sídlem v Kadani a Vejprtech. K 31. prosinci 1948 byl okres Vejprty zrušen a jeho větší část byla i s městem Přísečnicí začleněna do okresu Kadaň. Roku 1953 došlo na větší části Kadaňska, v oblasti Doupovských vrchů, ke zřízení Vojenského výcvikového prostoru Hradiště. Novou správní reformou z roku 1960 pak bylo historické Kadaňsko rozděleno mezi okres Chomutov v Severočeském kraji a okres Karlovy Vary v Západočeském kraji. V roce 2003 byly zrušeny okresní úřady a v rámci Ústeckého kraje byl zřízen nový správní obvod Kadaň. Město Kadaň je v současnosti tzv. obcí s rozšířenou působností. Velká část historického Kadaňska je zahrnuta do vojenského výcvikového prostoru Hradiště (Doupov), který je součástí Karlovarského kraje, stejně jako malá část tzv. Oharska (Egertal), tvořící dnes obec Stráž nad Ohří.